# 彭蒂·海迈莱伊宁
彭蒂·海迈莱伊宁（芬蘭語：Pentti Hämäläinen，1929年12月19日—1984年12月11日），芬兰男子拳击运动员。他曾代表芬兰参加1952年和1956年夏季奥林匹克运动会拳击比赛，获得一枚金牌和一枚铜牌。